# Hapalophragmium derridis
Hapalophragmium derridis är en svampart som beskrevs av Syd. & P. Syd. 1901. Hapalophragmium derridis ingår i släktet Hapalophragmium och familjen Raveneliaceae.   Inga underarter finns listade i Catalogue of Life.